# Ted White
Ted White (Washington D. C., 4 de febrero de 1938) es un escritor, editor, antologador y crítico estadounidense de ciencia ficción, más conocido por ocupar el cargo de asistente de editor en The Magazine of Fantasy & Science Fiction desde 1963 a 1968 y el puesto de editor en Amazing Stories y Fantastic desde 1968 a 1978. Como escritor, ha utilizado varios seudónimos: Ron Archer, Norman Edwards, William C. Johnstone, Ted E. White y Donald K. Arbogast.
Phoenix, una colaboración de 1963 con Marion Zimmer Bradley, fue la primera historia que White publicó profesionalmente, y que más tarde amplió en la novela Phoenix Prime que dio inicio a la serie Qanar. Su primera novela, Invasion from 2500 (1964) fue escrita en colaboración con Terry Carr bajo el seudónimo de Norman Edwards. Entre 1964 y 1978 escribió dos series de ciencia ficción y once novelas independientes, entre ellas una novela de Capitán América; dos de sus novelas fueron escritas en colaboración con Dave van Arnam, una con David Bischoff y otra con Marv Wolfman.
White fue nominado para un Premio Nébula en 1966 con su cuento The Peacock King escrito con Larry McCombs; mientras que en 1968, recibió un premio Hugo al mejor escritor aficionado. Fue también un apoyo instrumental en el impulso inicial de las carreras profesionales de varios escritores, sobre todo de Lee Hoffman.

### Novelas
Qanar
- Phoenix Prime (1966).
- The Sorceress of Qar (1966).
- Star Wolf! (1971).

Android Tanner
- Android Avenger, Ace Double M-123 (con Altar of Asconel de John Brunner).
- The Spawn of the Death Machine (julio de 1968).

Novelas Standalone
- Invasion from 2500 (con Terry Carr, ambos escribieron como Norman Edwards) (agosto de 1964).
- The Jewels of Elsewhen (1967).
- Lost in Space (con Dave van Arnam) (novelización de Perdidos en el espacio, 1967)
- Secret of the Marauder Satellite (1967).
- Captain America: The Great Gold Steal (1968).
- Sideslip (con Dave van Arnam, 1968).
- No Time Like Tomorrow (1969).
- By Furies Possessed (junio de 1970).
- Trouble on Project Ceres (1971).
- Doc Phoenix. Weird Heroes *5: The Oz Encounter (escritor por Marv Wolfman basado en un personaje de White, 1977).
- Forbidden World (con  David Bischoff), 1978).

### Antologías editadas por Ted White
- The Best from Amazing (1973).
- The Best from Fantastic (1973).